# La pupa del gangster
La pupa del gangster è un film del 1975 diretto da Giorgio Capitani. La trama del film è liberamente tratta da un racconto di Cornell Woolrich.

## Trama
Charlie Colletto, noto boss criminale nell'hinterland milanese, assieme al suo scagnozzo Chopin, gestisce l'Anonima Mignottari, che si occupa di proteggere alcune prostitute. Una sera Chopin maltratta una giovane ragazza dai capelli rossi, che viene soccorsa dal vicecommissario Salvatore Lambelli. Successivamente però la ragazza viene presentata al boss, che se ne innamora follemente, vedendo in lei Rita Hayworth, attrice che ha amato fin da bambino, e decide di eleggerla sua Pupa. Col passare del tempo però Charlie assume un atteggiamento sempre più aggressivo nei confronti di Pupa, arrivando a picchiarla anche quando lei fa delle semplici domande.
La ragazza subisce in silenzio, nella speranza che prima o poi Charlie venga ucciso o arrestato e lei possa ritornare una donna felice e libera. L'occasione si presenta quando il boss uccide la sua amante Anna durante un litigio: Pupa fa di tutto per evidenziare il maggior numero di prove possibili a carico di Charlie. La ragazza viene però scoperta da Chopin e quindi Charlie è costretto a fuggire con l'intento di giustiziare Pupa. Ma l'intervento tempestivo del vice commissario Lambelli (con il quale Pupa aveva intrattenuto anche una relazione extra-coniugale) riesce a far finire in manette Charlie Colletto e Chopin, e a liberare Pupa, con la quale decide di fondare un'associazione per salvaguardare le prostitute.